# Hosahudya, Chik Ballapur
Hosahudya là một làng thuộc tehsil Chik Ballapur, huyện Kolar, bang Karnataka, Ấn Độ.